# Steve Madden
Steve Madden (New York, 1958) is een Amerikaanse modeontwerper, zakenman en veroordeelde fraudeur. Hij is vooral bekend als de oprichter en voormalig CEO van  Steve Madden, Ltd., een beursgenoteerde onderneming.
Hij werd in 2002 veroordeeld tot 41 maanden gevangenisstraf vanwege koersmanipulatie, witwassen en verzekeringsfraude.